# モザンビークの国際関係

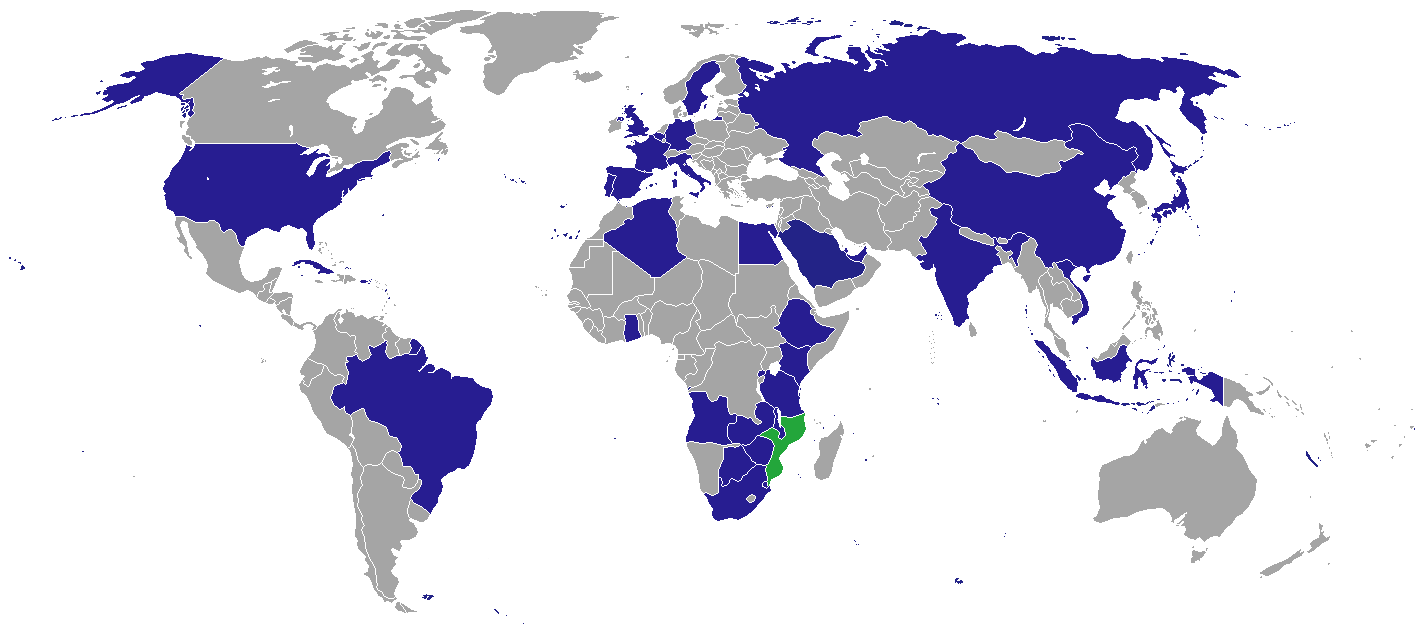
モザンビークが外交使節を派遣している諸国を示した世界図。アメリカ合衆国、BRICS、日本以外では南部アフリカ、東アフリカ、西ヨーロッパ諸国、ルゾフォニアに比重がある。

本稿は、モザンビークの国際関係について扱う。
モザンビークの国際関係における政策では、「近隣諸国と友好関係を結ぶこと」「開発のパートナー国との関係の進展」という、2つの柱が維持されている。

## 概要
1970年代から1980年代初頭まで、モザンビークの国際関係はローデシアと南アフリカ共和国、そして冷戦における二つの超大国間の関係と否応なく結ばれていた。モザンビークによるローデシアへの国連制裁措置施行の決定と同国の海への出口の封鎖は、イアン・スミス政権をして公然、非公然双方のモザンビークに対する不安定化工作に着手させた。ローデシアでの政権交代によって1980年にジンバブエが成立したためにこの危機は除去されたものの、南アフリカ共和国のアパルトヘイト政権がモザンビークに対する金融不安定化工作を続けた。
1984年にンコマティ協定が結ばれ、南アフリカ共和国はローデシア諜報機関によって設立されたモザンビーク内戦の当事者であったRENAMOの援助を打ち切り、モザンビークと南アフリカ間に開かれた外交協定が結ばれた。このプロセスは南アフリカのアパルトヘイト廃止運動に弾みをつけ、1993年10月の両国の完全な外交関係樹立によって頂点に達した。一方その他の隣国であるジンバブエ、マラウイ、ザンビア、タンザニアとの関係は時折緊張を見せたが、モザンビークはこれら諸国と強く結びついている。

## 国際機関への加盟
モザンビークは非同盟運動の一員であり、国際連合のアフリカ・ブロックやその他の国際的組織の議長国である。
また、アフリカ統一機構/アフリカ連合と南部アフリカ開発共同体に属している。
1975年の独立直後からモザンビークは、かなりの助力を一部の西側諸国、特にスカンディナヴィアの国々から受けた。しかしながら、ソビエト連邦とその同盟国はモザンビークにとって最優先の経済的、軍事的、政治的パートナーとなったが、その外交政策はこの結合に反映された。
この変化の始まりは1983年であり、翌1984年、世界銀行と国際通貨基金に加盟した。西側諸国の目的はすぐにソビエト連邦の助力に代わり、スカンディナヴィア諸国、フィンランド、アメリカ合衆国、オランダ、欧州連合は徐々に開発協力の重要な源泉となりはじめた。イタリアもまた平和協定において決定的な役割を果たした。旧宗主国だったポルトガルとの関係は、複雑かつ重要さを持ち、ポルトガルの投資家はモザンビーク経済において可視的な役割を演じている。
1994年に、政府はある程度国際的な支援の基盤を広げることと、国内に一定数存在するムスリムを喜ばせることをも目的に、イスラム諸国会議機構の加盟国となった。
同様に、1996年初頭にモザンビークは英語圏の組織であるイギリス連邦に加盟した。
同年、モザンビークはポルトガル語諸国共同体(CPLP)の原加盟国かつ初代議長国となり、親密な関係をルゾフォニア諸国と結んでいる。

## 二国間関係

### 中華人民共和国
中華人民共和国＝モザンビーク間関係は、1960年代の中国がポルトガル帝国と戦うモザンビークのマルクス主義組織モザンビーク解放戦線（FRELIMO）を援助し始めた時に遡る。公的な外交関係はモザンビーク独立直後の1975年6月25日に結ばれた。2006年11月に、モザンビークは中国にとってアフリカで13番目の公的な観光目的地としてリストに加えられた。中華人民共和国主席胡錦濤は2007年2月にモザンビークを公式訪問し、モザンビーク大統領アルマンド・ゲブーザと地域の経済、技術、農業、教育、スポーツに関する協力を誓約した。

### フィンランド
- 二国間関係は1975年7月4日に樹立された。
- モザンビークはスウェーデンのストックホルムに駐フィンランド大使館を置いている。
- フィンランドはマプートに大使館を置いている[5]。

### ポルトガル
- 両国はポルトガル語諸国共同体の加盟国である。
- モザンビークは1975年にポルトガルから独立を達成した。
- ポルトガルはマプートに大使館を、ベイラに領事館を置いている。
- モザンビークはリスボンに大使館を置いている。
- ポルトガル企業はモザンビークで二番目に大きな民間投資家である[6]。
- 2008年7月に、モザンビークとポルトガルはモザンビークのエネルギーセクターに1億2,400万USドル相当の投資支援基金を設立することに合意した[7]。
- 2008年7月に、ポルトガルはモザンビークが独立から2005年までに積り、ポルトガルに対して負っていた3億9340万USドルの債務を帳消しにした[8]。

### ロシア
モザンビーク＝ロシア間の関係は、1960年代のロシアがポルトガル帝国と戦うモザンビークのマルクス主義組織モザンビーク解放戦線（FRELIMO）を援助し始めた時に遡る。多くのFRELIMO指導者はモスクワで訓練を受けた。公的な外交関係はモザンビーク独立直後の1975年6月25日に結ばれた。2007年6月に、ロシアとモザンビーク両国は経済協力協定に調印にした。ロシアは大使館をマプートに置き、モザンビークは大使館をモスクワに置いている。

### アメリカ合衆国
アメリカ合衆国とモザンビークの関係は良好かつ着実に進展している。1993年まで、合衆国のモザンビークに対する援助は重要であり、顕著な緊急食糧援助が1991年から1993年まで発生していた南部アフリカ旱魃対策の一部として行われたが、より重要な支持は和平協定への取り組みだった。1994年10月の選挙に結びつくプロセスの間、合衆国は重要な出資者かつローマ包括平和協定履行監視のための最重要委員会の一員だった。合衆国はモザンビークにとって最大の総務的なドナーであり、ドナー・エフォートとしてモザンビークを補助する役割を演じている。 